# Greta Zuccheri Montanari
Greta Zuccheri Montanari, née le 7 août 1999 à Bologne, est une actrice italienne.

## Biographie
Greta Zuccheri Montanari fait ses débuts dans le film L'Homme qui viendra (2009), réalisé par Giorgio Diritti, où elle joue le rôle de Martina. Sa performance lui a valu la nomination pour le prix David di Donatello 2010 de la meilleure actrice et la remise du prix Alida Valli au BIF&ST 2010. En 2017, elle participe au nouveau film de Pupi Avati, Il fulgore di Dony.

## Filmographie

### Cinéma
- 2009 : L'Homme qui viendra (L'uomo che verrà) de Giorgio Diritti :  Martina
- 2011 : Amigdala (court métrage) de Lorenzo Ferrante : enfant

### Télévision
- 2018 : Il fulgore di Dony (it) (téléfilm) de Pupi Avati : Donata 'Dony' Chesi